# Igeidő
Az igeidő (latinul tempus) alaktani kategória, amellyel a nyelvek a cselekvés, történés, állapot idejét fejezik ki a közlés idejéhez viszonyítva. Ha az esemény ideje megelőzi a közlés idejét, múlt időről, ha követi, jövő időről beszélünk, ha pedig az esemény a közlés időpontjában is folyamatban van, jelen időről beszélünk.
Bizonyos nyelvekben (elsősorban az izoláló nyelvek közt, például a kínaiban) az időt nem jelzik az igén, csak időhatározókkal fejezik ki, ha szükséges egyértelműsíteni.

## Az igeidő és az időfogalom megkülönböztetése
Fontos megkülönböztetni az igeidőt a hétköznapi időfogalomtól, mivel e kettő gyakran eltér egymástól:
| Példa                                                  | Igeidő | Tényleges idő |
| ------------------------------------------------------ | ------ | ------------- |
| Holnap kirándulni megyünk. Megírom a levelet.          | jelen  | jövő          |
| Ha holnap jöttél volna, már nem találtál volna itthon. | múlt   | jövő          |
| Körülnézek: egy házban találom magam.                  | jelen  | múlt          |
| Láttam, hogy ott vagy.                                 | jelen  | múlt          |

További példák az angol nyelvből:
| Példa                                             | Igeidő             | Tényleges idő |
| ------------------------------------------------- | ------------------ | ------------- |
| I have done it. (Megcsináltam.)                   | (befejezett) jelen | múlt          |
| He will have done it. (Már biztos megcsinálta.)   | (befejezett) jövő  | múlt          |
| We would go to the river. (Eljárnánk a folyóhoz.) | jelen              | múlt          |

## Az igeidő sajátosságai
Mint az utóbbi példa is mutatja, az igeidő gyakran összefügg az aspektussal, nem mindig lehet élesen elkülöníteni őket egymástól: csak a kettő együtt tudja kifejezni az esemény jelenhez való viszonyát. Igeidőnek nevezhetjük ilyen szempontból az igeidő és az aspektus valamely kombinációjából létrejövő szerkezetet (például az angol Future Perfect Continuous nevű igeidő nem csupán a jövő időre, hanem a jövőbeli időpontig folyamatosan zajló eseményre utal).
Szűkebb értelemben csak azt tekintik igeidőnek, amit nem összetétellel (segédigékkel), csupán tőváltozattal vagy ragokkal fejeznek ki. Ennek értelmében a magyarban nem tartják igeidőnek a menni fog szerkezetet, míg a megy és a ment egytagú alakokat, sőt a létige egyszerű jövő idejét (a lesz alakjait) az igeidők közt tartják számon. Hasonlóképpen az angolban is önálló igeidők az I go és a I went (egyszerű jelen és egyszerű múlt), viszont az I have gone, az I have been going vagy az I will go alakok nem azok.
A szláv nyelvekben gyakran az aspektus veszi át az igeidő szerepét, mivel a befejezett igealakok jelen időben a jövő időre utalnak (jövő idejű alakjuk nem használatos).
Az igealakokat az igeidő és az aspektus mellett az alábbiak jellemzik:
- igemód (kijelentő, feltételes, felszólító, kötőmód),
- igenem (cselekvő, szenvedő), valamint
- szám és
- személy.

Ezeket a nyelvek részben ragozással (szintetikusan), részben segédigékkel (analitikusan) fejezik ki, illetve valamely tőváltozattal (l. flektáló nyelvek).
Az időt kifejező segédigék különféle egyéb jelentésű igékből fejlődtek ki. Számos indoeurópai nyelv a létigét (van) és a birtoklást kifejező igét (van neki, birtokol) használja leggyakrabban a múlt kifejezésére, szó szerinti fordításban például „én vagyok elmenve” (elmentem), „nekem van a lovam eladva”, ill. „birtoklom a lovam eladva” (eladtam a lovam). A továbbiak között említhetjük a magyar fog alakot (a „hozzáfog” igéből, jövő idő kifejezésére), az angol willt („akar”, jövő időhöz), a német werdent („valamivé válik”, jövőhöz), a svéd kommer alakot („jön”, jövőhöz), az olasz stare igét („áll”, folyamatos jelenhez), a spanyol ir-t („megy”, jövőhöz), a portugál ter alakot („tart”, múlthoz), valamint a francia aller-t („megy”, jövőhöz) és venir-t („jön”, múlthoz).
Az igeidők száma vitatható egyes nyelvekben, mivel az ige kifejezheti az információ bizonyosságát, az esemény gyakoriságát, hogy folyamatban van-e vagy lezárult már, vagy akár azt, hogy közvetlenül tapasztaltuk vagy hallomásból szereztünk róla tudomást. Egyes nyelvészek önálló igeidőknek tekintik ezeket, mások viszont nem. – A francia és a német nyelvben vannak olyan igeidők, amelyeket elsősorban az irodalmi nyelv használ, ezeknek a beszélt nyelvben más-más igeidők felelnek meg. Itt tehát az igeidő választásának stílusbeli jelentősége van.
Az igeidőket nem mindig lehet egymásnak könnyedén megfeleltetni. Noha minden nyelvben van olyan igeidő, amit jelen időnek vagy egyszerű jelennek neveznek, ennek az alaknak a tényleges jelentése számottevően eltérhet. A magyar vagy a spanyol például sima jelen időt használ az éppen történő eseményekre, ahol az angol a folyamatos alakot (be doing) részesíti előnyben; másfelől az angol sima jelen időt magyarra gyakran a szoktam alakkal fordíthatjuk. A japán nyelv jelen idejét nem-múlt időnek is nevezhetjük, mivel a jövő időre is ezt használják.

## Az igeidő-egyeztetés
Az alárendelt mondatokban szereplő igeidők számos nyelvben kötelezően egyeznek a főmondat idejével. A magyarra azonban ez nem áll. Például azt a mondatot: „Látta, hogy ott van” a legtöbb idegen nyelven úgy kell kifejeznünk: „Látta, hogy ott volt” (szó szerinti fordításban), mert a főmondat múlt ideje megköveteli a mellékmondat múlt idejét. Ha a főmondat idejénél korábbi eseményre szeretnénk utalni (magyarul: „Látta, hogy ott volt”, tehát előzőleg), azt ezekben a nyelvekben az aspektussal fejezhetjük ki.

## Igeidők a magyar nyelvben
A mai magyar nyelvben két valódi igeidőt tartunk számon (jelen, múlt). A jövőidőt a jelen idejű igeragozással fejezzük ki. Ha a szövegkörnyezetből egyébként nem egyértelmű, akkor időhatározókkal pontosítjuk a cselekmény idejét. Másik elterjedt módja a fog segédige – ami a hozzáfog igéből ered. A segédige azonban elválasztja az igét az igekötőjétől, ezért nehézkessé, idegenessé teszi a fogalmazást. Ráadásul az ige főnévi igenévi alakba kerül, a segédige ragozódik, mégpedig a jelen idejű igeragozás szerint, mert jövő idejű igeragozás nincs. A beálló melléknévi igenév képzőjében (-andó/-endő) még megfigyelhetjük a mára már kiveszett egykori jövőidő jelét (-nd).
A kijelentő mód jelen és múlt időt, valamint a feltételes és felszólító mód jelen idejét (várok, vártam, várnék, várjak) egyszerű (szintetikus) alakkal, jelek segítségével képezzük. Összetett (analitikus) alakok jelzik másfelől a kijelentő mód jövő idejét és a feltételes mód múlt idejét (várni fogok, vártam volna). A jelen idő jele a magyarban mindig testetlen morféma (jele: Ø), például vár + Ø + ok. A múlt időé a -t/-tt, például vár + t + am. (Az egykori jövőidőt is hasonlóképpen lehetett kifejezni, például vár + and + ok, ül + end + ek vagy csinál + and + sz.)
A szabályosan (tehát nem segédigével) képzett jövőidő a legtöbb nyelvből hiányzik, részben mivel jelenidővel és egy időhatározóval egyszerűen ki lehet fejezni, például: az I am going to the cinema this evening. mondatban az angol a folyamatos jelen segítségével (am going) és a this evening (ma este) időhatározóval fejezi ki a jövő időt. A másik megoldás a segédige, amihez egy önállóan létező igét használ, ezáltal annak egy új jelentést tulajdonítva. Például angolban a will (akar) vagy a going to (megy), németben a werden (válik), francia aller (megy), spanyol haber (van valamije).

### Régi magyar igeidők
A magyar nyelv korábbi életében, már az ősmagyar kortól fogva jelen volt számos más igeidő, amelyek mostanra jóformán kihaltak. A régi magyar igeidők ismeretéhez fontos források A Magyar Tudományos Akadémiai Értesítő 1858-as, és a Nyelvtudományi Közlemények 1862-es évfolyamai, melyekben Fogarasi János nyelvtudós, a Magyar Tudományos Akadémia tagja fejti ki őket kimerítő részletességgel. Az alábbiakban egy rövid összefoglaló táblázat következik, a Fogarasi osztályozta összes magyar igeidővel.

#### I. Általános vagy alanyi idők
„Ezek egyedül és egyszerűn a beszélő alany időpontjából, azon időpontból, melyben valaki valamit beszédben vagy írásban eléád, értendők, e három : jelen, múlt, és jövő (mind egyszerűen), még pedig mind a három határozatlan időben, azaz nem tartjuk szükségesnek a határozottságot kiemelni. Innen ezeket határozatlan időknek (…) is hívják.”

#### II.Tárgyilagos idők
„Tárgyilagos idők, melyekben foglaltatik minden cselekvénynek vagy eseménynek és állapotnak önmagában bizonyos pontja vagy pedig kiterjedése (tartama), melyeknek különös körülményei: kezdő, tartós és bevégzett. Ezek leginkább a részesülők és határtalan mód által fejeztetnek ki (írandó, író vagy írva vagy írván és írt); de külön-külön mind a három időben előfordulhatnak, pl. írva van, írva volt, írva lesz, menendő vagyok, menendő voltam, menendő leszek.”

#### III.Viszonyos idők

##### 1. Viszonyos jelenek
- jelen a jelenben -pl. „a mondó vagyok” – vagyok a jelenben aki azt mondom; menőben vagyok, készülőben vagyok
- jelen a múltban – „midőn meglátogattál, éppen hozzád menni szándékozám”
- jelen a jövőben – „valahová menendesz, megyek én is” (egyidejűség, a két menés egyszerre, egy időben történik a jövőben)

##### 2. Viszonyos múltak
- múlt a jelenben – „éppen ma írék vala” (itt a ma még tart, de az írék vala már elmúlt)
- múlt a múltban – „én előbb látogattalak volt meg téged, mint te engem”
- múlt a jövőben – „midőn a nap fölkelend, már két mérföldet fogtam haladni” (mai magyar: mire a nap föl fog kelni, addigra már két mérföldet haladtam)

##### 3. Viszonyos jövők
- jövő a jelenben – „figyelmezzetek, amit mondandó vagyok”, „elutazandó vagyok” (éppen most)
- jövő a múltban – „X.Y. már múlt hó végén Londonba vala (vagy volt) menendő”, „tegnap elutazandó vala”
- jövő a jövőben – „onnan lészen eljövendő ítélni”, „valahová menendesz, oda menni fogok” (előbb mész te valahová, utána megyek én is, az egyik menés megelőzi a másikat a jövőben)

„Ezek szerént van az elméletben 3 alanyi, 3 tárgyilagos és kétszer kilencz azaz 18 viszonyos, öszvesen tehát 24 igeidő, melyeknek igen nagy része több-kevesebb számmal minden ismeretes nyelvekben csak körülírással fejeztethetik ki.” Fogarasi az említett kiadványokban számos példát hoz minden egyes igeidőre, régi levelek, bibliafordítások, egyéb források alapján.

#### Példák fordításban, megfelelőik más nyelvekben

##### Latin
- "Non dubito fore plerosque, qui hoc genus scripturae leve (...)judicent, quum relatum legent."

Nem kétlem, hogy igen sokan lesznek, kik az efféle írást csekélynek tartják, midőn olvasandják annak előadását.
Non dubito (nem kétlem), beszélő jelen;
fore (hogy lesznek), beszélő jövő;
qui judicent (kik tartják), a következő jövőre ("midőn olvasandják") viszonyuló jelen, tehát: jelen a jövőben;
cum legent (midőn olvasandják) a föntebbi jövőre lesznek vonatkozva, jövő a jövőben. Fogarasi szerint a leghívebben e fordítás adja vissza a latint:
Nem kétlem, hogy igen sokan lesznek az efféle írást csekélynek tartók, midőn olvasandják annak előadatását. 
- "Tum Thraces eas regiones tenebant, cum quibus armis erat dimicandum."

Akkoron e vidékeket a trákok bírják vala, akikkel harcban kellendett megküzdeni.
Akkoron (akkoriban)= hosszabb időt feltételez; 
tenebant = bírják vala, sokáig, a múltban huzamosabb ideig; ha "éppen akkor" lenne az időhatározó, akkor bírák lenne helyette: "Éppen akkor a trákok bírák e területet." (A "bírák" jelen a múltban, ez a latin igeidőkkel kifejezhetetlen.)
"Armis erat dimicandum" = harcban kellendett megküzdeni, múlt a jövőben.
- His consulentibus nominatim Pythia praecepit, ut Miltiadem sibi imperatorem sumerent; id si fecissent. incepta prospera futura.

E tanácskérőknek név szerint megparancsolta Pythia, hogy Miltiadest válasszák vezérökül; ha ezt teendik, vállalatuk (vállalásuk) sikerülni fog.
praecepit = megparancsolta, beszélő múlt;
fecissent = teendik, beszélő jövő, főjövő;
prospera futura = sikerülni fog, a tevés ("midőn ezt teendik") utánra vonatkozik.
Fogarasi szerint a régi magyarban e mondat így hangozik vala:
 E tanácskérőknek név szerint megparancsolta Pythia Miltiadest választaniok vezérökül; ha ezt teendik, vállalatuk sikerülni fog. 
- Datis, etsi non aequum lucum videbat suis, tamen, fretus numero copiarum suaram, confligere cupiebat; eoque magis, quod, priusquam Lacedaemonii subsidio venirent; dimicare utile arbitrabatur.

Datis, ámbár övéire nézve a helyet nem találja vala alkalmasnak, de bízván hadainak sokaságában, vágyék megütközni; annyival inkább, minthogy jónak gondolá megvíni, mielőtt a lacedaemóniak segítségül jönnének.
A dőlttel jelölt helyek itt mind viszonyos idők: jelenek a múltban. Mi a főidő, amire utalnak? Gondolatban kell kipótolnunk: "Azon idő alatt, amíg ezek az athéniek részéről történtek, Datis a helyet nem találja vala alkalmasnak stb."
Fogarasi megjegyzése: "Íme tisztelt társak!" (Az előadás az Akadémián hangozék el.) "Ahelyett hogy hosszas szóval élne s üggyel-bajjal keresgélné az összekötő külső mondatokat, magába a szerkezetbe szövi a láthatatlan fonalszálat, mely a gondolatokat összefűzi, mégpedig itten annyival inkább, mert az események ragadó folyama a festésben sem engedi sokfélével szakgatni (szaggatni) el egymástól az egyidőben történteket."

##### Francia
- l'imparfait (folyamatos múlt): je lisais quand vous entrâtes – olvasék, mikor ön belépett
- le passé simple (határozatlan múlt): -j'écrivis aujourd' hui – ma írék vala
- le passé antérieur (előbbi múlt): quand j'eus lu, je partis – mihelyt olvastam vala, elutaztam
- le plus-que-parfait (régibb múlt): j'avais fini, quand vous vîntes – elvégeztem volt, midőn ön jött
- le futur antérieur (előbbi jövő): j'aurai terminé demain – holnap elvégzendettem.[5]

megjegyzés: "Ha e munkát elvégzendettem, Istennek hálát adok", és "ha e munkát elvégzendem, Istennek hálát fogok adni, ugyanazt jelenti. Figyeljük meg a szerkezet változását, miközben a mondat értelme változatlan marad.

#### Történelmi használatuk
A kijelentő mód múlt idejű alakok és a szintetikus képzésű jövő idő a 19. század folyamán tűnnek vala el a köznyelvből, Arany és Vörösmarty műveiben még szép számmal előfordulának; egyes nyelvjárásokban pedig ma is használják némelyiket (Székelyföldön mai napig használják a régmúlt vártam volt alakját, Moldva csángó falvaiban pedig mind az elbeszélő, mind a régmúlt alakok széles körben használatosak, jóllehet, az előrehaladott beolvadás következtében használatuk a nyelv visszaszorulásával egyre szűkül). A régmúlt egyetlen alakban, a szoktam volt szerkezetben a köznyelvben is előfordul (mivel az ige sima múlt ideje többnyire a jelenre utal), ám sokszor helytelenül, egyfajta álrégies stílus kedvéért (például mondottam volt).
A kötőmód múlt idejét még a 20. század elején is használák (Ady, Mikszáth, Karinthy), s olykor ma is felbukkan. Ezen igeidő talán annak köszönhette fennmaradását, hogy a ragozási paradigmában olyan helyet foglal el, amelyet más alakkal csak körülírással tudunk kifejezni.
Elterjedt tévképzet, hogy egyéb formákra, például várék vala, nincs történeti bizonyíték, így ezek használata még archaizáló jelleggel sem ajánlott. Ennek ellentmond, hogy Fogarasi történeti dokumentumok alapján számos példát hoz ennek ellenkezőjére Pl: Már 20 éve várék vala a válaszodra.

## Igeidők bonyodalmai aGalaxis útikalauz stopposoknakc. regényben
A Galaxis útikalauz stopposoknak a világ végén lévő vendéglőről is említést tesz, ahol a sajátos időviszonyok sajátos igeidőket követelnek meg:
A Vendéglő a világ végén egyike a legkülönlegesebb vállalkozásoknak a vendéglátás történetében. Az elpusztult világ maradékaira épült… Az elpusztult világ maradékaira fog épülni… azaz mostanára már alighanem megépült, sőt egészen biztos, hogy… (…)
A legnagyobb gond egész egyszerűen nyelvtani természetű. A legfontosabb szakmunka ezen a téren dr. Dan Strassenfressen műve, a Bevezetés az 1001 fő igeidőbe időutasoknak. Ebben le van írva például, hogyan kell kifejezni azt, ha valami úgy volt, hogy majd bekövetkezik veled a múltban, még mielőtt sikerült volna elkerülnöd azáltal, hogy két napot előreugrottál az időben, csak azért, hogy elkerüld a dolog bekövetkeztét. Az illető eseményt különböző módon írják le aszerint, hogy a saját természetes időd aspektusából nézed-e, vagy a további jövő egy későbbi időpontjából visszapillantva, vagy éppen a további múltból. További komplikációkkal járnak az olyan dialógusok, amelyeket a tényleges időutazás alatt folytatsz, miközben azzal a szándékkal mész egyik időpontból a másikba, hogy a saját apáddá vagy anyáddá válhass.
A legtöbb olvasó nem jut el tovább a könyvben a Félfeltételesen módosított szubinvertált plagális konjunktív szándékolt jövő a múltban című alfejezetnél, s ezért aztán az újabb kiadásokban az ez utáni oldalakat üresen is hagyták, a nyomdaköltségek csökkentése végett. (…)
A történetre visszatérve:
A Vendéglő a világ végén egyike a legkülönlegesebb vállalkozásoknak a vendéglátás történetében.
Az egészet egy elpusztult bolygó törmelékére építették, amelyet egy hatalmas időbuborék vesz(ettend) körül, és amelyet a világvége precíz időpontjára vetítenek előre.
Ez sokak szerint lehetetlen.
A vendégek helyet foglal(tandandotta)nak az asztaloknál, és ízletes ételeket fogyaszt(ottandandott)anak, miközben a köröttük felrobbanó teremtés színjátékában gyönyörköd(endettende)nek.
Ez sokak szerint szintén lehetetlen.
Bármikor be lehet(ettendettend) (leszt) tér(t)ni, anélkül hogy az ember előzetes(ettend)en helyet foglaltat(ottandottand)ott vol(t)na (majdt), minthogy visszamenőleg is el lehet intézni az ügyet, amikor már visszatértél a saját idődbe.
Ez, sokak kifejezett véleménye szerint, abszolúte lehetetlen.
Az étteremben a legkülönfélébb népekkel találkozhat(tálandat)sz széles e téridőből.
Ez, teszik hozzá a türelmes ellenzők, megint csak lehetetlen.
Annyiszor térsz be, ahányszor akarsz (a további nyelvtani korrekciókat illetően l. dr. Strassenfressen könyvét), csak egyre vigyázz, nehogy összetalálkozz önmagaddal, mert ez rendszerint kínos jelenetre vezet.
(…)
(Galaxis útikalauz stopposoknak, Vendéglő a világ végén, 15. fejezet)